# Mit brennender Sorge
Mit brennender Sorge (traduit en français : Avec une brûlante inquiétude) est une encyclique du pape Pie XI, publiée le 10 mars 1937 (mais portant la date du 14 mars). Frappé d'illégalité sous le régime nazi, son texte est distribué secrètement dans toutes les paroisses d'Allemagne et y est lu publiquement, le 21 mars, dimanche des Rameaux,. En raison de son caractère  politique décisif, l'encyclique a été écrite exceptionnellement en allemand plutôt qu'en latin.

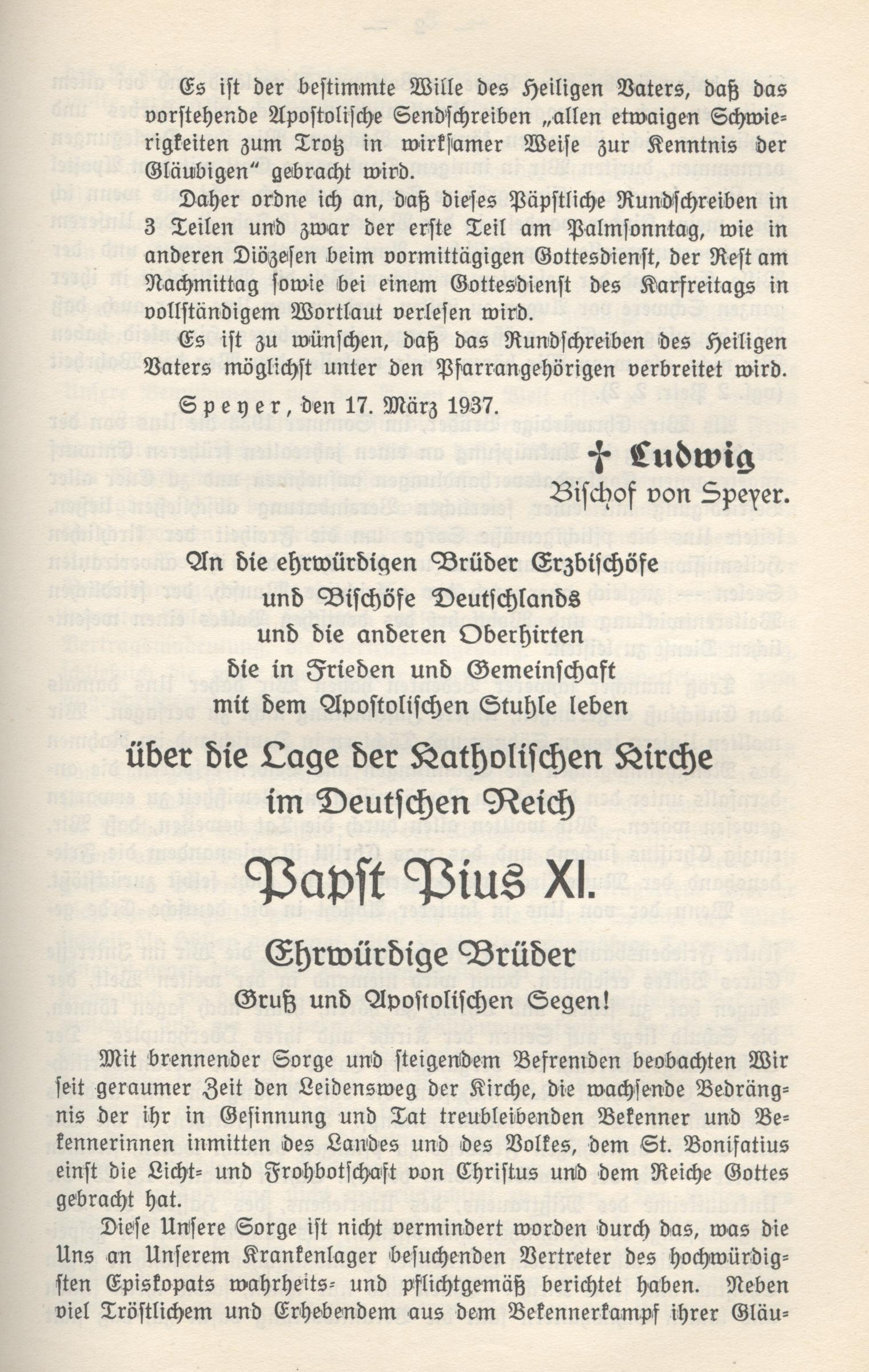
Texte de l'encyclique Mit brennender Sorge, publié le 17 mars 1937 par Ludwig Sebastian, évêque de Spire.

Dénonçant le non-respect du concordat du 20 juillet 1933, elle contient également des critiques de l'idéologie nationale-socialiste, condamnant le racisme, le naturalisme, le non-primat des principes de grâce et de dignité humaine, la remise en question de la valeur de la vie humaine, le culte de l'État et du chef et le paganisme,. Certains historiens lisent également dans quelques passages une critique d'Adolf Hitler lui-même.
Cette encyclique fait pendant à Divini Redemptoris, datée du 19 mars, condamnant le communisme athée comme « intrinsèquement pervers ». L'encyclique de Pie XI, Non abbiamo bisogno (1931), dénonçait déjà le fascisme,.

## Contexte
Le 20 juillet 1933, après plusieurs années de négociations avec la république de Weimar, Pie XI signe avec le chancelier Hitler un concordat garantissant certains droits à l'Église catholique, en particulier en matière d'enseignement confessionnel. Très vite cependant, les nazis ne respectent pas leurs engagements. Lors de la nuit des Longs Couteaux, des dirigeants d'organisations catholiques sont tués. Les persécutions démarrent ensuite. Le cardinal Pacelli, cardinal secrétaire d'État (futur pape Pie XII), adresse en vain, de 1933 à 1939, 45 notes de protestations au gouvernement allemand.
Cette persécution de l'Église allemande amène le cardinal Pacelli à réunir Adolf Bertram, cardinal-archevêque de Breslau, président de la conférence épiscopale allemande, Karl Joseph Schulte, cardinal-archevêque de Cologne, et trois autres prélats (et futurs cardinaux) — Michael von Faulhaber, archevêque de Munich ; Clemens August von Galen, évêque de Münster ; ainsi que Konrad von Preysing, évêque de Berlin —, afin de préparer un texte dénonçant la pratique du nazisme. De cette réunion sort l'encyclique Mit brennender Sorge. Faulhaber est le rédacteur de la partie dogmatique présentant l'incompatibilité du nazisme et du catholicisme, le cardinal Pacelli de la partie diplomatique développant l'attitude à adopter en face du péril nazi. Pacelli, futur pape Pie XII, devant le peu de soutien qu'il recevra des deux grands pays catholiques d'Europe, l'Italie mussolinienne et la France républicaine, rentrera à Rome découragé. Le pape Pie XI minute, contrôle et valide chaque terme de l'encyclique[pas clair].
Hitler est déjà depuis 1933 sous le coup d'une excommunication latae sententiae pour son programme eugéniste négatif. Cela  lui interdit de se présenter comme catholique (enfant, il avait été baptisé), mais non de traiter de questions administratives avec le clergé en tant que chef d'Etat.

## L'encyclique
Adressée aux évêques allemands, et exceptionnellement rédigée en allemand pour faciliter sa diffusion et être lue dans les églises de ce pays (les encycliques sont presque toujours rédigées en latin), l'encyclique traite de la « situation religieuse dans le Reich allemand ». Elle déplore les violations du concordat du 20 juillet 1933 et condamne la divinisation de la race.

### Diffusion
Selon l'historien Owen Chadwick, l'encyclique fut imprimée en Italie le 10 mars 1937, distribuée par courriers spéciaux aux évêques puis aux prêtres des paroisses qui la reçurent souvent le matin même du jour prévu pour sa lecture, le dimanche des Rameaux, le 21 mars 1937. Les choses furent organisées avec assez de secret et d'efficacité pour que la Gestapo n'ait pas connaissance de la diffusion de l'encyclique. Elle ne réussit à intercepter que quelques plis.

### Contenu
L’encyclique constate le non-respect par la partie allemande du concordat de 1933 et les persécutions dont souffrent les catholiques allemands,
.
Elle souligne :
- le néo-paganisme imposé à l’Allemagne[Note 4],[Note 5] ;
- le rejet imposé de l’Ancien Testament[Note 6] ;
- le mythe du « Sang et de la Race » et le culte du chef[Note 7] ;
- le primat du naturalisme et des caractéristiques génétiques sur le principe de grâce et de dignité humaine opéré par le régime nazi ;
- le danger d’une Église nationale[Note 8] ;
- le non-respect des droits[Note 9] ;
- la propagande anti-chrétienne[Note 10].

L’encyclique enfin invite à la résistance,.

## Réception
Dénonciation des vicissitudes subies par l'Église catholique allemande, l'encyclique est aussi perçue par la presse française de l'époque comme une critique du régime nazi. Le 23 mars, Le Figaro titre « Le pape contre l'hitlérisme ». Le même jour, l'article de L'Humanité consacré à l'encyclique a un titre semblable : « Le pape s'élève contre l'hitlérisme »,. L'Écho de Paris du 24 mars va dans le même sens. Pour Le Matin du 22 mars, c'est une « sévère condamnation du racisme ». Pour La Croix et Le Populaire du 24 mars, c'est « la doctrine nationale-socialiste qui est mise en cause ». L'Humanité du 24 mars 1937 titre : « Hitler déclare la guerre aux catholiques. La Gestapo a perquisitionné chez Mgr von Preysing, évêque de Berlin. Le Führer interdit aux SS de baptiser leurs enfants. »
En Allemagne, l'encyclique suscite une vive réaction du gouvernement nazi, qui s'estime attaqué. Les exemplaires de l'encyclique sont saisis, les entreprises qui ont (secrètement) participé à son impression sont fermées et une partie de leur personnel est arrêté. Le 23 mars, Hanns Kerrl, ministre des Affaires religieuses, écrit aux évêques allemands que « l'encyclique contient de sérieuses attaques contre les intérêts de la nation allemande. Elle essaie de diminuer l'autorité du Reich, de nuire aux intérêts de l'Allemagne à l'étranger et avant tout met en danger la paix de la communauté par un appel direct aux catholiques », . L'Humanité évoque pour sa part « une encyclique dirigée contre l'hitlérisme et ses méthodes de coercition envers les catholiques allemands », relève la rédaction du journal Der Stürmer. ... Cet organe de la propagande nazie publie dès le 22 mars un numéro spécial sur la menace que le judaïsme fait peser sur le christianisme, soutenant notamment que le Christ n'était pas juif, mais un des plus grands antisémites. L'Humanité voit dans cette parution une manœuvre grossière visant à détourner du régime les réactions catholiques à l'encyclique  et de l'orienter vers les Juifs.

## Conséquences
À la suite de cette encyclique, les persécutions anti-catholiques se poursuivent en Allemagne. En mai 1937, Hitler ordonne que les procès contre les congrégations religieuses reprennent. L'activité de l'Église est soumise à des vexations et interdictions de plus en plus fortes. Des fidèles en subissent, personnellement, les conséquences. Des perquisitions sont opérées dans plusieurs évêchés et des documents comportant des informations confidentielles sur des fidèles sont saisis. En décembre 1937, 82 établissements catholiques d'enseignements sont interdits d'activité.
En 1937, 1 100 prêtres et religieux sont jetés en prison. 304 prêtres sont ensuite déportés à Dachau en 1938. Enfin, les organisations catholiques sont dissoutes et l'école confessionnelle, interdite. Les évêchés de Munich, Fribourg et Rottenburg sont saccagés par la Gestapo[réf. nécessaire].

## Analyse
Plusieurs historiens relèvent la force du langage employé. Ainsi, pour Anthony Rhodes, l'encyclique contient l'une des dénonciations les plus virulentes contre un régime national jamais prononcée par le Vatican. Son langage vigoureux contre le nazisme contraste avec le ton habituellement employé dans la rédaction de ce type de documents.
Avec d'autres auteurs comme Thomas Bokenkotter ou John Vidmar, Rhodes souligne également des formules qui sont des critiques directes du Führer, « aspirant à la divinité », « se plaçant au même niveau que le Christ » ; « un prophète de néant »,,.
Les juifs sont évoqués dans l'encyclique à travers l'expression de « peuple choisi », mais sans allusion explicite à l'antisémitisme. Ainsi le Père Georges Passelecq et Bernard Suchecky estiment, dans leur livre L'encyclique cachée de Pie XI que l'encyclique fut finalement une « occasion manquée face à l'antisémitisme ». Jean-Marie Mayeur critique cependant ce point de vue, rappelant que, si de fait l'antisémitisme n'est pas le sujet d'une réflexion spécifique au sein du racisme, il n'est pas ignoré pour autant : le « refus de l'antisémitisme est incontestable ». Il cite notamment le cardinal Schüster :

« Au nom de ce mythe du XXe siècle — l'allusion à Rosenberg est nette — on met au ban du territoire du Reich le descendant d'Abraham, mais en même temps, on combat l'unique religion révélée. »

— Dôme de Milan, 13 avril 1938.
Comme l'explique Jean-Marie Mayeur, dans l'encyclique, l'antisémitisme est bel et bien visé, à travers la condamnation du racisme (de même que la lettre de la Sacrée Congrégation des séminaires et des universités du 13 avril 1938).